# Lancken-Granitz
Lancken-Granitz er en by og kommune i det nordøstlige Tyskland, beliggende under Landkreis Vorpommern-Rügen på øen Rügen. Landkreis Vorpommern-Rügen ligger i delstaten Mecklenburg-Vorpommern.
Lancken-Granitz er beliggende omkring 15 kilometer øst for Bergen auf Rügen og 4 kilometer vest for Sellin. Den ligger syd for højderyggen Granitz, hvor Jagdschloss Granitz ligger. I syd grænser kommunen op til Rügischer Bodden med bugten Having og til Neuensiener See. En del af Lancken-Granitz ligger i biosfærereservatet Südost-Rügen.

## Bebyggelser i kommunen
| - Lancken-Granitz - Burtevitz - Dummertevitz - Garftitz | - Gobbin - Neu Reddevitz - Preetz (Rügen) - Zarnekow |